# Vera Robinson
Vera Robinson (* 4. Februar 1917 in Leicester, England als Vera Kingston; † September 1996 ebenda) war eine britische Schwimmerin.
Sie gewann bei den British Empire Games 1934 in London mit der englischen 3-mal-110-Yards-Staffel die Silbermedaille. Bei den Olympischen Spielen 1936 in Berlin startete sie im Wettkampf über 200 Meter Brust, schied jedoch im Vorlauf aus und wurde im Endklassement Siebzehnte.